# Fritz Lehmann (Schauspieler)
Fritz Lehmann (* 1. August 1915 in Wien, Österreich-Ungarn; † 16. April 1999 ebenda) war ein österreichischer Schauspieler bei Bühne und Film.

## Leben und Wirken
Lehmann hatte Jura studiert und sich zwischen 1936 und 1939 an der Staatsakademie seiner Heimatstadt zum Schauspieler ausbilden lassen. 1939  verpflichtete ihn Intendant Lothar Müthel ans Burgtheater; im selben Jahr gab Lehmann auch sein Filmdebüt und verkörperte Eduard Strauss, den unbekannteren der berühmten Komponistenfamilie der Walzerkönige, in E. W. Emos Musikerbiografie Unsterblicher Walzer. Lehmann hatte sich nach dem Anschluss Österreichs im März 1938 als österreichischer Patriot im antinazistischen Widerstand seines Landes engagiert (Gruppe um Roman Karl Scholz) und war deshalb am 31. Juli 1940 verhaftet worden. Er war drei Jahre in Untersuchungshaft, wurde dann verurteilt (Hochverrat) und im April 1943 wieder auf freien Fuß gesetzt. Er erhielt bis Kriegsende 1945 Auftrittsverbot und musste in die Wehrmacht einrücken.
1945 kehrte Fritz Lehmann an die „Burg“ zurück und blieb dort bis 1949. Hier feierte er kleinere Erfolge mit dem dünnen Vetter in Hugo von Hofmannsthals Jedermann, dem Geheimschreiber in J. W. von Goethes Egmont, dem Cléante in Molières Der eingebildete Kranke, dem Güldenstern in William Shakespeares Hamlet und dem Kosinsky in Friedrich Schillers Die Räuber unter der Regie von Walter Felsenstein. Diese Zeit nutzte Fritz Lehmann auch für einige minder bedeutende Auftritte in frühen Nachkriegsfilmen. In der Spielzeit 1949/50 gehörte Lehmann dem Ensemble der Vereinigten Bühnen Graz an, danach ging er in die Schweiz. Hier sah man den Künstler in den folgenden drei Jahren an der Komödie in Basel (u. a. in Curt Goetzens Ingeborg, in Eugéne Labiches Der Florentiner Hut und in Carlo Goldonis Der Lügner) und in dessen Stadttheater, wo Lehmann mehrfach in Operetten besetzt wurde. Anschließend nahm der Wiener zwischen 1953 und 1958 auch immer wieder mal Gastspielverpflichtungen an, die ihn nach Deutschland (Badisches Staatstheater Karlsruhe, Junges Theater Stuttgart, Berlins Theater am Kurfürstendamm) und erneut in die Schweiz (Schauspielhaus Zürich) führten. Zu dieser Zeit begann Fritz Lehmann auch in deutschen Fernsehfilmen (seltene Hauptrolle in Bei Kerzenlicht) mitzuwirken.
1960 kehrte Lehmann nach Österreich zurück und ließ sich von Ernst Haeussermann erneut ans Burgtheater verpflichten. Hier zählten zu seinen zentralen Rollen der Bischof von Ely in Shakespeares „König Heinrich V.“ unter der Regie von Leopold Lindtberg, der Octavius in Albert Camus’ „Caligula“, der Max in Arthur Schnitzlers „Anatol“, der Monsieur Marquis in Johann Nestroys „Der Talisman“ unter der Regie von Rudolf Steinboeck, der Bagot in Shakespeares „König Richard II.“ (erneut unter Lindtbergs Regie), der Mister in Ödön von Horváths „Geschichten aus dem Wiener Wald“ unter der Regie von Otto Schenk und der Filippo in Goldonis „Die Trilogie der Sommerfrische“ (Regie Giorgio Strehler). In seinen späteren Jahren erhielt Fritz Lehmann vor allem Aufgaben in weiteren Stücken Arthur Schnitzlers. Mit seinem Part in „Mich hätten Sie sehen sollen“ nahm der 1974 zum Kammerschauspieler ernannte Künstler 1975 seinen Abschied von der Burg. Seither trat Lehmann primär als Rezitator in Erscheinung. Vor die (Fernseh-)Kamera trat Lehmann sporadisch noch bis in die ausgehenden 1980er Jahren, zumeist mit Gastrollen in Serien und Reihen.
Fritz Lehmann war in erster Ehe mit der neun Jahre älteren Burgschauspielerin Maria Kramer (1906–1980) verheiratet. 1981 heiratete er die Künstlerin Cordelia Reinthaller (* 1959). Aus dieser Ehe gibt es zwei Söhne, Christophorus Lehmann (* 1982) und Raphael Lehmann (* 1983).

## Filmografie
- 1939: Unsterblicher Walzer
- 1947: Wiener Melodien
- 1948: Alles Lüge
- 1949: Kleine Melodie aus Wien
- 1949: Es lebe das Leben
- 1950: Hochzeit im Heu
- 1954: Ein Opfer für den Wind (Fernsehfilm)
- 1956: Der Adler vom Velsatal
- 1957: Leuchtfeuer (Fernsehfilm)
- 1958: Bei Kerzenlicht (Fernsehfilm)
- 1962: Mit den Augen unserer Kinder (Fernsehfilm)
- 1963: Leutnant Gustl (Fernsehfilm)
- 1963: Der Schulfreund (Fernsehfilm)
- 1965: Radetzkymarsch (Fernsehfilm)
- 1966: Ollapotrida (Fernsehfilm)
- 1967: Postlagernd Opernball: Die Affäre Redl
- 1969: Der alte Richter (TV-Serie, eine Folge)
- 1971: G’schichten aus Wien (TV-Serie, eine Folge)
- 1972: Das Hohelied (Fernsehfilm)
- 1972: Briefe von gestern (Fernsehfilm)
- 1974: Hallo – Hotel Sacher … Portier! (TV-Serie, eine Folge)
- 1975: Alle Jahre wieder – Die Familie Semmeling (dreiteil. TV-Film, 2. Teil)
- 1977: Abendlicht (Fernsehfilm)
- 1987, 1989: Heiteres Bezirksgericht (TV-Serie, zwei Folgen)

## Hörspiele (Auswahl)
- 1972: Romain Rolland: Peter und Lutz (Berichter) – Bearbeitung und Regie: Klaus Gmeiner (Hörspielbearbeitung – ORF)